# 多明妮·哈維
多明妮·哈維 （全名：Domino Harvey，1969年8月7日－2005年6月27日）原是英國富家名人的女兒，後來成為洛杉磯的賞金獵人。不管她是否曾為模特兒，但是在現實生活中有她擔任類似模特兒相關工作的照片。 當多明妮死後，2005年上映的電影女模煞簡略地介紹她的一生，這部電影改編自她一生的經歷，並以她的名字作為電影名稱，也增加了她的名氣，由英國影星綺拉·奈特莉飾演多明妮·哈維本人。

## 早期生活
多明妮·哈維是家中的獨生女，父親是立陶宛出身的演員羅倫斯·哈維，母親是英國的時尚模特兒保林·史東，母親是她父親的第三任妻子，最後成為寡婦，據傳聞，多明妮·哈維的名字是從007電影霹靂彈的邦女郎Domino Derval而來的。然而，在一次製作女模煞（電影）DVD的專訪當中，她的母親敘述當時為多明妮·哈維命名的靈感是來自曾經是模特兒的女演員Dominique Sanda。
多明妮·哈維也是Hard Rock Cafe餐廳建立者之一Peter Morton的繼女，她母親在1980年代早期嫁給他。
在她孩童時期，多明妮曾經因為打架而被四所學校開除。她聲稱在轉職成為賞金獵人的危險職業之前，曾經跟隨她母親的腳步擔任福特模特兒經紀公司的時尚模特兒，但是並未被這家經紀公司證實。她在19歲或20歲搬家到加州之前，曾經跑到倫敦的夜總會（不清楚是否為狂歡還是工作？），搬家到加州之後，曾在聖地牙哥的牧場工作，並且自願到靠近墨西哥邊界的加州林蔭大道擔任Fire & Rescue公司的救火義工人員。

## 賞金獵人
最後多明妮開始對賞金獵人產生興趣。當她看到賞金獵人研討班在報紙上的宣告廣告後，去參加這個研討班，看到退伍老兵Ed Martinez對這項工作的堅持，就被這項工作給吸引住了，最後Ed Martinez也成為她的老師與好朋友。由於在賞金獵人的職業裡，男性佔多數，所以多明妮是倍受注意的極少數女性賞金獵人之一。

## 電影
主條目：女模煞（電影）
2005年7月上映的電影女模煞簡略地介紹她的一生。有小報修改電影的結局並報導成多明妮死去的結局，也報導指出多明妮曾經對於電影對於她本人的描寫感到非常不滿。相反地，電影公司讓她本人加入了導演東尼·史考特近12年的電影企劃案裡。對於多明妮成為電影的演員和製作成員之一，幫助電影增加了元素和特色；她協助電影原聲帶的製作工作，然後在2004年12月她也參加電影拍攝完工後的派對。多明妮本人出現在電影影片結尾的演員名單裡。她在死前並沒有看到電影的最終完成版本。

## 死亡
在2005年5月4日，因為聯邦大陪審團指控她和她的共同被告共謀持有和發送近一磅的甲基安非他命毒品，她在密西西比州的家中被持搜索票的警員給逮捕。當她死亡的時候，正被軟禁在家中等待法院的審判通知。如果她被判決有罪，她將會面臨10年有期徒刑的監獄生活。
在2005年6月27日，多明妮被發現陳屍在位於加州洛城西好萊塢市區住所的浴缸內，當時她與一位「清醒的警衛」Peter Dice談話聊天時，她沒有出現任何回應。多明妮在當時雇用Peter Dice來幫助管控她自己對於藥物的使用。在9月3日，洛杉磯的驗屍官對於多明妮的死因做出了毒物測試報告，這項報告判定多明妮是服用芬太奴止痛劑的藥物過量而致死，這種藥物是非常強而有力的止痛劑。 （页面存档备份，存于） 她的喪禮於2005年7月1日舉行，出席參加喪禮的人士包括導演東尼·史考特、演員Mickey Rourke、以及音樂家史提夫·瓊斯。
在洛杉磯時報2005年7月22日的文章引述她叔叔Warwick Stone的話，說道：「她曾被好幾家媒體描寫並指控是一位女同性戀，也被形容成是一個戒毒治療的工具之一。」Ed Martinez指出，因為電影女模煞所表現出來的是一位率直無同性戀傾向的多明妮，而多明妮有對他說過想要製作一個以她真實生命為背景的完整紀錄影片。

## 外部連結
- Domino Harvey 在 Find A Grave 搜尋埋葬地點網站上的資料 （页面存档备份，存于）
- Article about Domino Harvey by her cousin Joshua Sinai （页面存档备份，存于） 2008年2月11日此篇文章再度回復
- Domino - 洛杉磯時報的文章（页面存档备份，存于）
- Model, bounty hunter, addict- The story of Domino Harvey （页面存档备份，存于） 英國泰晤士報 2005年6月29日多明妮·哈維逝世的消息，2006年12月9日此篇文章再度回復
- Edemariam, Aida She loved bringing in sleazebags （页面存档备份，存于） 英國衛報 2005年6月30日，2006年12月9日此篇文章再度回復